# Подстанция № 219
Подстанция № 219 (англ. Substation 219), также известная как Гарлемская подстанция (англ. Harlem Substation) — памятник промышленной архитектуры — электрическая подстанция, расположенная в Гарлеме, Нью-Йорк. Сооружена Независимой системой метрополитена (англ. Independent Subway System) в 1932 году с целью обеспечения электропитанием Линии Восьмой авеню IND. Это одноэтажное каменное здание построено в стиле ар-деко. У здания низкий кирпичный парапет, увенчанный бордюром из известняка, и фриз, состоящий из ромбовидных известняковых плит и кирпичей, уложенных в форме шеврона. Главные входные двери облицованы алюминием и декорированы геометрическими мотивами в стиле ар-деко.
В 2006 году здание было включено в Национальный реестр исторических мест.